# Graptomyza coniceps
Graptomyza coniceps är en tvåvingeart som beskrevs av Meijere 1929. Graptomyza coniceps ingår i släktet Graptomyza och familjen blomflugor. Inga underarter finns listade i Catalogue of Life.